# Togoda africana
Togoda africana är en insektsart som beskrevs av Melichar 1906. Togoda africana ingår i släktet Togoda och familjen sköldstritar. Inga underarter finns listade i Catalogue of Life.